# Epelysidris brocha

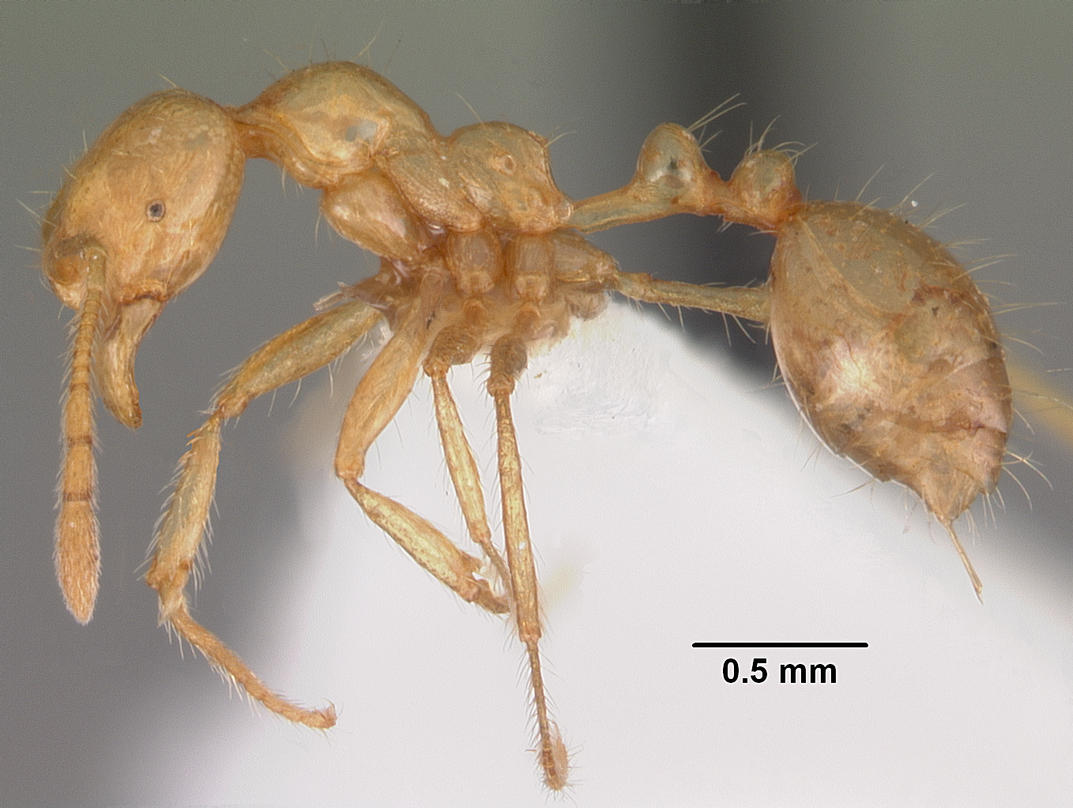
Рабочий сбоку

Epelysidris brocha (лат.) (англ. Southern ant) — вид мелких муравьёв. Эндемик Борнео.

## Распространение
Юго-Восточная Азия: остров Борнео (Калимантан), Саравак, Восточная Малайзия.

## Описание
Мелкие желтоватые муравьи длиной около 3-4 мм. Нижнечелюстные щупики 3-члениковые. Нижнегубные щупики состоят из 2 сегментов. Голова гладкая и блестящая. Длина головы рабочих от 0,76 до 0,80 мм (ширина от 0,62 до 0,64 мм). Длина скапуса усика от 0,78 до 0,83 мм. Длина груди от 0,96 до 1,02 мм. Глаза мелкие (около 10 омматидиев), расположены в среднебоковой части головы. Усики 12-члениковые, булава образована из трёх апикальных сегментов. Скапус длинный (SI=126-132), повернутый назад он превосходит затылочный край головы. Жвалы с 5 зубцами на жевательном крае; в базальной части мандибул два округлых выступа (лопасти). Заднегрудка без проподеальных шипиков, округлённая. Стебелёк между грудкой и брюшком состоит из двух члеников: петиолюса и постпетиолюса (последний четко отделен от брюшка). Петиоль с длинным узким передним стебельком. Жало хорошо развито, длинное.

## Систематика
Вид был впервые описан в 1987 году английским мирмекологом Барри Болтоном (British Natural History Museum, Лондон) по материалам экспедиции Оксфордского университета 1932 года. В 2006 году он был включён в состав рода Monomorium (Heterick, 2006; Fernández, 2007). В 2014 году в ходе ревизии мирмициновых муравьёв таксон Epelysidris восстановлен в самостоятельном родовом статусе (Ward et al., 2014).

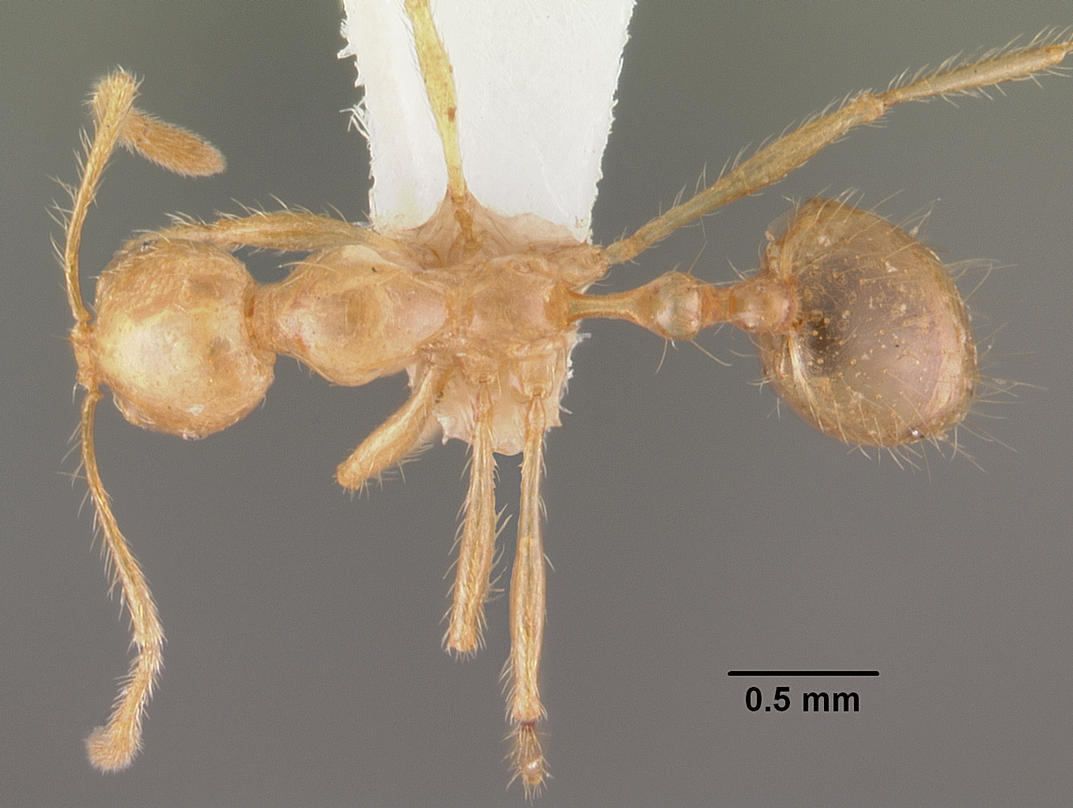
Рабочий сверху